# Synkron kommunikation
Synkron data- och telekommunikation bygger på ett specifikt förhållande till en tidsgrund eller klocka. I synkron kommunikation så skickas olika datatecken enligt en tidssignal som synkroniserar de två kommunicerande enheterna. När sedan en meddelanderam (Frame) skall sändas så skickas den direkt utan start- eller stoppbitar.
Vid synkron överföring blir dataströmmen kodad som variationer i spänningen på den ena kabeln, och som periodiska pulser på en annan (även kallad för "klocka") detta berättar för mottagaren att här slutar en bit/byte och här börjar en annan.
Bland annat använder sig alla parallella kommunikations-protokoll av denna formen av synkron kommunikation. Till exempel, i en dator så skickas adressinformationen synkront.
Motsatsen till synkron kommunikation är asynkron kommunikation.